# Кастельянос, Хуан де
Хуан де Кастельянос (исп. Juan de Castellanos; 9 марта 1522 — 27 ноября 1607) — испанский торговец, воин, священник, хронист, поэт времён Новой Гранады.

## Биография
Родился в городке Аланис, неподалеку от Севильи (Испания). Учился в Севилье, где изучал латынь, грамматику, поэзию. В 1539 году отправился в Америку, завербовавшись солдатом на корабль. Во время пребывания на острове Пуэрто-Рико стал служить местному епископу. Во время службы посетил острова Гаити, Аруба, Бонайре и Кюрасао.
В 1541 году посетил острова Кубагуа, Тринидад и Маргарита. Здесь став заниматься торговлей жемчугом. В 1544 году, находясь в делах торговли, прибыл к побережью Новой Гранады. В 1545 году поселился в городе Картахена-де-Индиас. В 1550 году присоединился к конкистадору Эрнандо де Сантане. Тогда же стал священником. В 1552 году некоторое время служил капелланом у конкистадора Педро де Урсуа, но в том же году вернулся в Картахену, где был священником до 1558 года.
В 1558—1561 годах был викарием в Риоаче. В 1562 году получил назначение священником в Тунху (бывшую столицу государства муисков Хунзи). Умер там в 1607 году.

## Творчество
Составлял разные, обычно элегии, действующими лицами которых были исторические личности. Первым таким была поэма: «Дискус Франсіска Дрейка и Сан-Диего-де-Алькала». В 1589 году издал сборник элегий «Elegias Мужчин, выдающихся Индий», посвященных испанцам и другим лицам, отличившимся при открытии и захвате земель в обеих Америках, в частности от путешествий Христофора Колумба к покорению земель Венесуэлы, Колумбии. Значительное внимание было уделено покорению миусков и основанию Новой Гранады. В то же время содержит много фактов из области этнографии и этнологии коренного населения этих земель.